# Nyarugenge (Bugesera)
Nyarugenge (Kinyarwanda Umurenge wa Nyarugenge) ist einer von 15 Sektoren im Distrikt Bugesera in der Ostprovinz von Ruanda.

## Geographie
Nyarugenge hat eine Fläche von 46,3 km² und liegt auf einer Höhe von etwa 1450 m. Der Sektor unterteilt sich in die fünf Zellen Murambi, Ngenda, Gihinga, Kabuye und Rugando. Nyarugenge liegt im Süden am Cyohoha-See Süd und an der Grenze zum Nachbarland Burundi. Im Westen wird der Sektor vom Richtung Norden fließenden Akanyaru begrenzt. Nachbarsektoren von Nyarugenge sind im Norden Shyara, im Nordosten Mareba, im Osten Ruhuha, im Südwesten Kibirizi und im Westen Busoro.
Der jährliche Gesamtniederschlag wird auf rund 800 mm geschätzt. Entlang des Akanyaru befinden sich die Akanyaru-Feuchtgebiete, die von BirdLife International als Important Bird Area gelistet werden. Vorkommende Vogelarten sind beispielsweise der von der IUCN als gefährdet eingestufte Dickschnabelreiher, die jeweils potentiell gefährdete Steppenweihe und Doppelschnepfe sowie der Rötelfalke.

## Bevölkerung
Nach der Volkszählung von 2022 betrug die Einwohnerzahl 25.406 Einwohner. Zehn Jahre zuvor waren es 20.753, was einem jährlichen Bevölkerungszuwachs von 2,0 Prozent zwischen 2012 und 2022 entspricht.

## Verkehr
Durch den Sektor verläuft in Ost-West-Richtung die asphaltierte Nationalstraße 6. Von dieser geht im Nordosten des Sektors eine District Road gen Norden ab.